# Bertram Bisgaard Enevoldsen
Bertram Bisgaard Enevoldsen (* 3. April 2006) ist ein dänischer Schauspieler.

## Leben und Karriere
Bisgaard wurde am 3. April 2006 geboren. Sein Debüt gab er 2019 in der Fernsehserie Skyldig. Anschließend bekam er 2021 in dem Film Das Bombardement eine Hauptrolle. Im selben Jahr wurde er für die Serie Vennerne og det grønne lys gecastet. Unter anderem trat er in Far auf. Von 2022 bis 2023 spielte Bisgaard in Helt Ny mit. 2023 setzte er seine Karriere in der Serie Bag enhver mand fort.

## Filmografie
Filme
- 2021: Das Bombardement (Skyggen i mit øje)

Serien
- 2019: Skyldig
- 2021: Vennerne og det grønne lys
- 2021: Far
- 2022–2023: Helt Ny
- 2023: Bag enhver mand